# Bramley (Rotherham)
Pour les articles homonymes, voir Bramley.
Bramley est un village et une paroisse civile du Yorkshire du Sud, en Angleterre.